# Triple saut masculin aux championnats du monde d'athlétisme en salle 1999
Navigation
1997 2001
Le concours du triple saut masculin des championnats du monde en salle de 1999 s'est déroulé le 5 mars 1999 au Green Dome de Maebashi, au Japon. Il est remporté par l'Allemand Charles Friedek.

## Résultats

### Finale
| Rang               | Athlète              | Pays       | Essais | Essais | Essais | Essais | Essais | Essais | Marque | Note |
| Rang               | Athlète              | Pays       | 1      | 2      | 3      | 4      | 5      | 6      | Marque | Note |
| ------------------ | -------------------- | ---------- | ------ | ------ | ------ | ------ | ------ | ------ | ------ | ---- |
| Médaille d'or      | Charles Friedek      | Allemagne  | 17.18  | 13.52  | 16.32  | x      | x      | 17.09  | 17.18  | PB   |
| Médaille d'argent  | LaMark Carter        | États-Unis | 16.73  | x      | 16.90  | 16.89  | 16.98  | 16.31  | 16.98  | SB   |
| Médaille de bronze | Zsolt Czingler       | Hongrie    | 15.46  | 16.50  | 16.71  | 16.83  | 16.78  | 16.98  | 16.98  |      |
| 4                  | Yoelbi Quesada       | Cuba       | x      | 16.91  | 16.76  | x      | 16.63  | 16.92  | 16.92  |      |
| 5                  | Ionut Punga          | Roumanie   | 16.83  | x      | 16.54  | x      | 16.42  | 16.87  | 16.87  |      |
| 6                  | Armen Martirosyan    | Arménie    | 16.15  | 16.56  | 16.72  | 16.65  | 16.83  | 16.66  | 16.83  |      |
| 7                  | Rogel Nachum         | Israël     | 15.77  | 16.24  | 16.01  | x      | 15.72  | x      | 16.24  |      |
| 8                  | Takanori Sugibayashi | Japon      | 15.97  | x      | x      |        |        |        | 15.97  |      |
|                    | Rostislav Dimitrov   | Bulgarie   |        |        |        |        |        |        | DQ     |      |
|                    | Paolo Camossi        | Italie     |        |        |        |        |        |        | DNS    |      |

## Légende
Records et Performances
- AR : Record continental (area record)
- CR : Record des championnats (championship record)
- MR : Record du meeting (meet record)
- NR : Record national (national record)
- OR : Record olympique (olympic record)
- PR : Record paralympique (paralympic record)
- PB : Record personnel (personal best)
- SB : Meilleure performance personnelle de la saison (season's best)
- WL : Meilleure performance mondiale de l'année (world leader)
- WJR : Record du monde junior (world junior record)
- WR : Record du monde (world record)

Circonstances et Conditions
- DNF : N'a pas terminé (did not finish)
- DNS : N'a pas pris le départ (did not start)
- DQ : Disqualification (disqualification)
- NM : Aucun essai valable enregistré (No Mark)
- Q : Qualifié « directement » au prochain tour (ou à la prochaine compétition), lors d'une compétition majeure, grâce au classement ou à la réalisation des minima (automatic qualifier)
- q : Qualifié au prochain tour (ou à la prochaine compétition), lors d'une compétition majeure, grâce au repêchage ou à la réalisation de l'une des meilleures performances parmi celles des « non qualifiés directement » (grâce au meilleur temps ou à la meilleure distance par exemple) (secondary qualifier)